# Sivatagi görény
A sivatagi görény (Ictonyx libycus) az emlősök (Mammalia) osztályának, a ragadozók (Carnivora) rendjébe, a menyétfélék (Mustelidae) családjába és a zorillaformák (Ictonychinae) alcsaládjába tartozó Ictonyx nem egyik faja.

## Megjelenése
A sivatagi görény megjelenésében hasonlít a bűzösborzokra, amelyek azonban nem közeli rokonai. Szőrzete felül és oldalán fehér, fekete hosszanti csíkokkal, amelyek nem különülnek el élesen a fehér alapszíntől, hasa és feje fekete. Fején fehér sávok vannak, farka viszonylag rövid, fehér színű és bozontos, a hegye fekete. Testhossza 20-26 centiméter, beleértve a 11,5-18 centiméter hosszú farkot is, súlya 200 és 600 gramm között változik. A hímek nagyobbak a nőstényeknél. Feje kicsi, pofája rövid. A nőstényeknek 4 pár emlőjük van.

## Élőhelye, életmódja
A faj Észak-Afrikában őshonos. Elterjedése Marokkótól és Mauritániától Egyiptomig és Szudánig húzódik. Élőhelyéül a Szahara peremének sziklás, száraz, ritkás növényzetű területei és a partok homokdűnéi szolgálnak. Magányos, éjszakai életmódú, a nappalt maga ásta üregben tölti. Rágcsálókkal, kisebb madarakkal, gyíkokkal és rovarokkal táplálkozik. Zsákmányát szaglásával és hallásával követi, és ha szükséges, elülső mancsaival kiássa. Ha veszélyben érzi magát, a bűzösborzokhoz hasonlóan anális mirigyei bűzös váladékával védekezik, így elmenekülhet a támadója elől. A januártól márciusig tartó szaporodási időszakban egy-három kölyök születik. Születéskor körülbelül 5 gramm súlyúak, vakok, szőrük rövid. Öt hét után kapnak először szilárd táplálékot, és két hónapos korukra súlyuk már 250 gramm.

## Természetvédelmi helyzete
A sivatagi görény elterjedési területe valószínűleg széles, és nem tartozik a fenyegetett fajok közé; emiatt a Természetvédelmi Világszövetség (IUCN) a Vörös Listán a nem fenyegetett (LC) kategóriába sorolja.

## Rendszertani helyzete
A fajt valószínűleg Mustela libyca néven írta le Friedrich Wilhelm Hemprich és Christian Gottfried Ehrenberg. A sivatagi görényt korábban olykor az önálló Poecilictis nembe sorolták. Tudományos nevét olykor nőnemű alakban (I. libyca) írják, azonban mivel a nem (Ictonyx) neve hímnemű, így helyesen az I. libycus alak használatos.

### Alfajai
A sivatagi görénynek jelenleg az alábbi 4 alfaját ismerik el:
- Ictonyx libycus libycus - Marokkó, Algéria, Líbia, Tunézia
- Ictonyx libycus multivittatus - Kelet-Csád és Közép-Szudán
- Ictonyx libycus oralis - Egyiptom, Észak-Szudán, Eritrea
- Ictonyx libycus rothschildi - Mauritánia, Szenegál, Mali, Burkina Faso, Niger, Nigéria

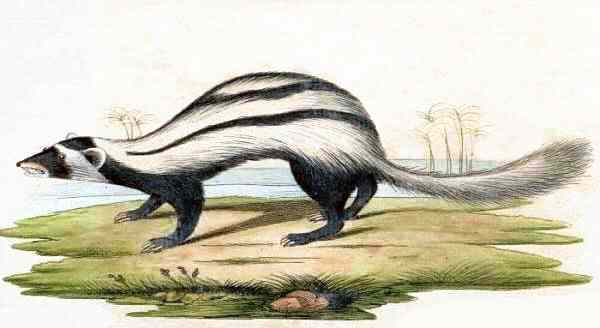
Ictonyx libycus multivittatus

## Fordítás
Ez a szócikk részben vagy egészben  a   Libysches Streifenwiesel című német Wikipédia-szócikk ezen változatának fordításán alapul.  Az eredeti cikk szerkesztőit annak laptörténete sorolja fel. Ez a jelzés csupán a megfogalmazás eredetét és a szerzői jogokat jelzi, nem szolgál a cikkben szereplő információk forrásmegjelöléseként.